# Aruj
Aruj ou Aruch (en arménien Արուճ ; jusqu'en 1970 Talish) est une communauté rurale du marz d'Aragatsotn, en Arménie. Elle compte 1 215 habitants en 2009.
L'église d'Aruchavank se situe sur le territoire de cette communauté.